# 1928 v dopravě
Tento článek obsahuje seznam událostí souvisejících s dopravou, které proběhly roku 1928.

## Říjen
31. října
 Byl zahájen provoz lanové dráhy Janské Lázně – Černá hora. Jejím provozovatelem byly Československé státní dráhy.